# SDSS J0106−1000
SDSS J010657.39–100003.3 eller förkortat SDSS J0106–1000, är en dubbelstjärna belägen i den mellersta delen av stjärnbilden Valfisken. Den har en  skenbar magnitud av ca 19,9 (G) och kräver ett kraftfullt teleskop med kamera för att kunna observeras. Baserat på uppmätt parallax på ca 1,20 mas beräknas den befinna sig på ett avstånd av ca 7 800 ljusår från solen. Den rör sig närmare solen med en heliocentrisk radialhastighet av ca -93 km/s.

## Egenskaper
SDSS J0106–1000 består av två vita dvärgar som kretsar kring varandra med en omloppsperiod av 39 minuter. Den var en av de vita dvärgdubbelstjärnor med kortast omloppstid som var kända 2011. Stjärnorna är separerade med ett avstånd av endast 32 procent av solens radie, så att varje dvärg påverkar den andra. Trots deras närhet till varandra, bildar detta inte ett förmörkande binärt system eftersom lutningen av omloppsplanet mot siktlinjen till jorden är cirka 67°± 13°.
Under kretsloppet sänder de ut gravitationsstrålning, vilket får de två vita dvärgarna att gradvis närma sig varandra. Detta kommer att få de två stjärnorna att smälta samman om cirka 37 miljoner år. Eftersom deras massor är 0,17 och 0,43 solmassa blir den resulterande sammanlagda massan 0,60 gånger solens massa. Vid denna tidpunkt förväntas de bilda en underdvärg av spektralklass B som kommer att börja generera energi genom kärnfusion av helium.